# 사노번
사노 번(일본어: 佐野藩 사노한[*])은 에도 시대의 번으로서 시모쓰케국에 존재한 번이다. 처음 생겨났을 때의 번청 위치는 사노성(지금의 도치기현 사노시 와카마쓰정)에 있었으며 폐번 후 다시 생성되었을 때의 번청 위치는 사노진야(지금의 사노시 우에시모정)이다.

## 역대 번주

### 사노가
도자마 3만 9천석
1. 사노 노부요시(信吉)

### 홋타가
후다이 1만석
1. 홋타 마사타카(正高)

### 홋타가(재봉)
후다이 1만 3천석 → 1만 6천석
1. 홋타 마사아쓰(正敦)
2. 홋타 마사히라(正衡)
3. 홋타 마사쓰구(正頌)